# Ślepy tor (film 2000)
Ślepy tor (tytuł oryg. The Yards) – amerykański film fabularny (dramat kryminalny) z 2000 roku.

## Opis fabuły
Leo Handler wychodzi na wolność po odsiedzeniu w więzieniu wyroku za przestępstwo, którego nie popełnił. Postanawia zacząć życie od nowa. Wraca w rodzinne strony i podejmuje pracę u wuja Franka. Odnawia też znajomość ze swoim starym przyjacielem. Nie podejrzewa, że w ten sposób naraża się na powrót do koszmarnej przeszłości.

## Obsada
- Mark Wahlberg – Leo Handler
- Joaquin Phoenix – Willie Gutierrez
- Charlize Theron – Erica Stoltz
- James Caan – Frank Olchin
- Ellen Burstyn – Val Handler
- Faye Dunaway – Kitty Olchin